# Pete Beathard
Peter Falconer Beathard (Hermosa Beach, 7 marzo 1942) è un ex giocatore di football americano statunitense che ha giocato nel ruolo di quarterback nella American Football League (AFL), nella National Football League (NFL) e nella World Football League (WFL). Al college giocò a football alla University of Southern California.

## Carriera professionistica
Beathard fu scelto nel corso del primo giro (5º assoluto) del Draft NFL 1964 dai Detroit Lions e come secondo assoluto nel Draft AFL 1964 dai Kansas City Chiefs, optando per firmare per questi ultimi, con cui vinse il campionato AFL del 1966 come riserva del quarterback Len Dawson. Nel 1967 Beathard fu scambiato con gli Houston Oilers per il quarterback Jacky Lee, guidandoli alla vittoria della loro division e alla finale di campionato, persa contro gli Oakland Raiders per 40-7. L'anno successivo portò ancora gli Oilers ai playoff 1969. Successivamente giocò anche per St. Louis Cardinals e Los Angeles Rams, chiudendo la carriera nella WFL con Portland Storm e Chicago Winds nel 1975.

## Palmarès

### Franchigia
- Campionati AFL : 1

Kansas City Chiefs: 1966

### College
- Campione NCAA: 1

USC Trojans: 1962

## Statistiche
AFL+NFL
| Yard lanciate     | 8.176 |
| Touchdown         | 43    |
| Intercetti subiti | 84    |
| Passer rating     | 49,9  |